# 9. миленијум
9. миленијум је миленијум, односно период, који ће почети 1. јануара 8001. године, а завршити се 31. децембра 9000. године.